# Мойон, Марк
Марк Мойо́н (фр. Marc Mauillon; 1980, Монбельяр) — французский оперный певец, баритон, специализирующийся на исполнении музыки Средних веков, барокко и современной музыки.

## Биография
В 2004 году окончил Парижскую Высшую национальную консерваторию музыки и танца (класс Пегги Бувере). Позднее занимался у Алена Бюэ.
Дебютировал в партии Папагено в 2002 году в «Волшебной флейте» Моцарта в постановке Консерватории (режиссёр Лукас Хемлеб, дирижёр Ален Алтиноглу, Национальный оркестр Иль-де-Франс). Позднее исполнял партию Папагено в Опере Масси. В этом же, 2002, году стал одним из первых лауреатов премии Jardin des Voix — академии молодых певцов в возрасте от 25 до 30 лет, исполняющих музыку барокко, основанной Уильямом Кристи. Обучение в Консерватории Марк Мойон завершил в 2004 году. 
Сотрудничает с ансамблями: «Процветающие искусства» Уильяма Кристи, Le Poème Harmonique Венсана Дюместра, Le Concert Spirituel Эрве Нике, Жорди Саваля, Alla francesca Пьера Амона, La PetiteBande Сигизвальда Кёйкена.
Лауреат премии в области классической музыки некоммерческой общественной организации ADAMI (номинация «Открытие», Révélation Classique) 2004 года. Номинант премии Виктуар де ля мюзик 2010 года.
Совместно с Пьером Амоном (флейта), Вивабьянкалуной Биффи (вокал, виелла) и своей сестрой Анжеликой Мойон (арфа, вокал) на лейбле Eloquentia записал диски L’Amoureus Tourment (2006) и Le Remède de Fortune (2009, Diapason d'Or по версии французского музыкального журнала Diapason) с произведениями композитора и поэта XIV века Гийома де Машо.
В репертуар Марка Мойона входят произведения композиторов широкого спектра от эпохи Средневековья и барокко до наших дней. Вокальные данные певца позволяют ему исполнять как партии баритона, так и партии, написанные для тенора. В свои концертные программы Мойон включает придворную музыку, большие и малые мотеты французских композиторов, итальянские мадригалы (Монтеверди), духовную и светскую музыку (Бах, Гендель, Вивальди, Телеман, Монтеклер, Клерамбо), музыку Ренессанса. Мойон придаёт большое значение исполнению камерной музыки, так как в этих произведениях соединяются в неповторимый сплав мелодия, вокал и поэзия.
С 2018 года Марк Мойон преподает интерпретацию средневековой светской музыки в Сорбонне (магистр интерпретации старинной музыки).

## Репертуар
- Клаудио Монтеверди: Рассказчик, «Сражение Танкреда и Клоринды»;
- Франческо Кавалли: Эгисф, «Эгисф»[6];
- Марко Мараццоли: La Fiera di Farfa;
- Джон Блоу: Адонис, «Венера и Адонис»;
- Генри Пёрселл: «Король Артур» (разные партии); Дух, Колдунья, Первый моряк «Дидона и Эней»;
- Жан Батист Люлли: Кадм «Кадм и Гермиона»; Идас, «Атис»; Аронт, Юбальд, «Армида»;
- Жан Филипп Рамо: Аркас, Вторая Парка и Тисифона, «Ипполит и Арисия»; Момус/Китерон, «Платея»;
- Вольфганг Амадей Моцарт: Папагено, «Волшебная флейта»; Гильельмо, «Так поступают все»;
- Клод Дебюсси: Пеллеас, «Пеллеас и Мелизанда»;
- Морис Равель: Стенные часы и Кот, «Дитя и волшебство»;
- Оскар Страсной: Раулито, Cachafaz[7];
- Петер Этвёш: Роже, «Балкон»;
- Жак Оффенбах: Бобине, «Парижская жизнь[фр.]»; Германн, Петер Шлемиль, «Сказки Гофмана»;
- «Потерянный вальс», представление на музыку Жака Оффенбаха и других композиторов XIX века: Рассказчик (баритон);
- Франсис Пуленк: Муж, «Груди Тирезия[англ.]»;
- Паскаль Дюсапен: «Ромео и Джульетта»;
- Мануэль Розенталь[фр.]: Rayon de soieries;
- Леонард Бернстайн: Trio (baritone), «Волнения на Таити»;
- Марк Оливье Дюпен: Робер Кошон, Robert le Cochon et les kidnappeurs